# Verhandlungsgrundsatz
Der Verhandlungsgrundsatz (auch Verhandlungsmaxime oder Beibringungsgrundsatz, Beibringungsmaxime) ist eine Prozessmaxime, die im Zivilprozess besteht. Es obliegt den Parteien, rechtzeitig alle relevanten Tatsachen vorzubringen, auf deren Grundlage das Gericht dann eine Entscheidung fällt (§ 282 ZPO).

## Funktionsweise
Die Bezeichnung „Verhandlungsgrundsatz“ erklärt sich damit, dass vom Gericht nur berücksichtigt wird, was die Parteien in der Verhandlung mündlich vortragen oder durch Bezugnahme auf Schriftsätze ersetzen.
Allerdings hat es eine Hinweispflicht, wenn der Tatsachenvortrag ungenügend ist (§ 139 ZPO). Beweis wird nur erhoben, wenn Tatsachen vorgetragen und vom Gegner bestritten wurden (§ 288 ZPO) (vgl. aber Wahrheitspflicht des § 138 ZPO). Das bedeutet, dass unstreitige Tatsachen, also solche, die von beiden Parteien vorgetragen oder zugestanden werden, vom Gericht grundsätzlich ohne eine Prüfung der Wahrheit der Tatsachen berücksichtigt werden müssen (§ 138 Abs. 3 ZPO, § 288 ZPO). Auch die Beschaffung der Beweismittel obliegt grundsätzlich den Parteien. Zeugenbeweis kann nur erhoben werden, wenn der Beweisführer die Vernehmung beantragt. Für Urkunden gilt die Editionspflicht.
Während das Gericht hinsichtlich des Tatsachenstoffes (des Sachverhalts) an das Vorbringen der Parteien gebunden ist (da mihi factum, dabo tibi ius), gilt dies nicht für die Rechtsanwendung. Hier gilt in Deutschland (anders als in verschiedenen anderen Rechtsordnungen, bspw. des romanischen Rechtskreises) der Grundsatz, dass das Gericht das Recht kennen und ohne Bindung an Rechtsausführungen der Parteien richtig anwenden muss (iura novit curia).
Um die Gefahren der Beteiligten (z. B. durch des Vergessens des Vorbringens von relevanten Einreden) zu vermeiden, die eben nicht von Amts wegen berücksichtigt werden dürfen, besteht im Zivilprozess am Landgericht, Oberlandesgericht und am Bundesgerichtshof Anwaltszwang (§ 78 ff. ZPO).
Eine Verletzung des Verhandlungsgrundsatzes durch das Gericht kann zur Begründetheit einer Verfassungsbeschwerde wegen Verletzung des Willkürverbots oder wegen Verletzung des rechtlichen Gehörs führen, sodass das betreffende Urteil aufgehoben werden kann.

## Geschichte
Historisch ist der Verhandlungsgrundsatz auf die bürgerlich-liberale Werteordnung des beginnenden 20. Jahrhunderts zurückzuführen.
Seit der Machtergreifung der Nationalsozialisten ist diese Grundlage des Zivilprozessrechts kontinuierlich zurückgedrängt worden. Am 27. Oktober 1933 wurde die Wahrheitspflicht der Parteien zum Zwecke des Schutzes der gegnerischen Partei in § 138 ZPO eingefügt.

## Abgrenzung
Im Strafverfahren gilt statt des Verhandlungsgrundsatzes die Inquisitionsmaxime (auch: Untersuchungsgrundsatz oder Amtsermittlungsgrundsatz). Auch im Zivilprozess gilt in einigen Bereichen, in denen im öffentlichen Interesse eine umfassende Sachaufklärung geboten erscheint, der Untersuchungsgrundsatz, so beispielsweise in Ehe- und Kindschaftssachen (§ 26 FamFG).
Teilweise ist aber auch im Zivilprozess die Prüfung von Tatsachen von Amts wegen vorzunehmen. Nämlich dann, wenn über unverzichtbare Prozessvoraussetzungen oder die Zulässigkeit von Rechtsbehelfen zu entscheiden ist. Diese Prüfung fußt jedoch auf den vorgebrachten Tatsachen der Parteien, sodass es sich bei diesen Einschränkungen nicht um solche des Verhandlungsgrundsatzes, sondern des Verfügungsgrundsatzes (Dispositionsmaxime) handelt, wenngleich dieser Unterschied bisweilen (vor allem in der Praxis) verwischt wird.